# ビーグル・ハーリア
ビーグル・ハーリア（英：Beagle-Harrier）とは、フランス原産のセントハウンドである。
1920年代にビーグルとハーリアの良点を組み合わせた犬種を作り出すために考案され、その2犬種を交配させたものをもとに改良を行って品種化したものである。これによりビーグルの鋭い嗅覚とハーリアのスピードと粘り強さを受け継いだ犬種になり、パックでキツネやウサギを狩るためのセントハウンドとして使われるようになった。国際畜犬連盟には1974年に公認されたが、フランス国外ではあまり飼育されていない。
外見は脚が長くサイズの大きいビーグルといった容姿である。長めの垂れ耳・垂れ尾でスムースコート、毛色もビーグルと同じ白・タン・黒の3色が入ったハウンドカラー。ハーリアのように体力があり、太りにくく食に対して貪欲ではない。体高38～50cm、体重13～22kgの中型犬で、性格は明るく温和である。もとからパックでの狩りに使われていたため、他の犬に対しても協調性があり、多頭飼いにも向いている。